# Талье, Хосе Бернардо де
Хосе Бернардо де Талье и Портокарреро, маркиз де Торро Талье, маркиз Трухильо (исп. José Bernardo de Tagle y Portocarrero, marquis de Torre Tagle and marquis of Trujillo; 21 марта 1779, Лима — 26 сентября 1825, Кальяо) — перуанский военный и политический деятель, президент Перу в 1823 и 1824 годах.
Происходит из знатного перуанского рода испанских аристократов. Проживал в Испании между 1812 и 1817 годами будучи представителем Кадисских кортесов. После возвращения в Перу был назначен губернатором города Трухильо, когда в город прибыл Хосе Сан-Мартин объявил город независимым.
Впервые де Талье стал президентом всего на два дня с 27 по 28 февраля 1823 года. В том же году, после отставки президента Хосе де ла Рива Агуэро и недолгого правления Сукре, Хосе Бернардо де Талье вновь возглавил Перу. Второе его президентство также было временным до прибытия в страну «Либертадора» Симона Боливара. Основной задачей правления Талье было обнародование конституции Перу.
В феврале 1824 года роялисты вновь взяли Лиму, Симон Боливар вынужден был отступить, а Хосе Бернардо де Талье, оказавшись не у дел и опасаясь потерять власть и влияние, решил договориться с испанцами. В результате военных действий де Талье был вынужден сдаться республиканским властям, и был заключён в крепость короля Филиппа в Кальяо, где и умер от чумы 26 сентября 1825 года.

## Флаг Перу
Из-за сложности изготовления флага установленного Сан-Мартином, в марте 1822 года, Хосе Бернардо де Талье изменил флаг Перу. Новый флаг Перу имел три горизонтальные полосы, в центре белая полоса, по краям красные, в центре на белой полосе изображено солнце. Уже в мае того же года, из-за проблем идентификации во время сражений с испанцами, чей флаг также имел горизонтальные полосы, но только жёлтого цвета, было принято решение изменить горизонтальные полосы на вертикальные.

Первый дизайн флага (1822)
Второй дизайн флага (1822—1825)